# Saison 2005-2006 du Stade Malherbe Caen
Maillots
Chronologie
Saison précédente Saison suivante
La saison 2005-2006 du Stade Malherbe de Caen, club de football français, voit le club retrouver la Ligue 2 après une seule saison parmi l'élite.
Les dirigeants du club annoncent leur souhait de remonter dans les deux ans, et confient la tâche à Franck Dumas. Les Caennais sont tout prêt d'y arriver dès leur première saison, malgré une entame de saison catastrophique. Ils terminent la saison à la 4e place, devancés par le FC Lorient à la différence de buts.

## Résumé de la saison
Après avoir tenté en vain de recruter un nouvel entraîneur, Franck Dumas est finalement confirmé à la tête de l'équipe, secondé par Patrick Parizon et Patrice Garande. L'effectif est assez largement remanié. Auteur d'une belle saison, Sébastien Mazure est recruté par l'AS Saint-Étienne, en Ligue 1, dans le cadre d'un échange avec Lilian Compan. Cyrille Watier, après six saisons de loyaux services, obtient un bon de sortie pour l'En Avant Guingamp. Enfin, de nombreux joueurs recrutés par le précédent entraîneur Patrick Remy sont libérés (Frédéric Danjou, les Belges Dufer et Dugardein et les serbes Ljubisa Rankovic et Zoran Jovičić). Pour compenser ces départs, Grégory Leca, Nicolas Florentin, Stéphane Samson et Brahim Thiam sont recrutés. Le jeune Ronald Zubar, qui sort d'une saison impressionnante, est promu capitaine.
Le retour à la réalité de la deuxième division est brutal : l'équipe s'incline lors des quatre premiers matchs et atteint la dernière place. Malgré une série de onze matchs sans défaite à l'automne, les Caennais ne gagnent pas assez de matchs et comptent quatorze points de retard sur le podium en janvier, après s'être inclinés sur le terrain de Valenciennes, troisième, au soir de la 22e journée. Le mois de janvier voit également le Stade Malherbe être éliminé de coupe de France sur tapis vert, pour ne pas avoir aligné suffisamment de joueurs titulaires lors de sa victoire sur le JS Longuenesse, club de promotion d'honneur (8e échelon du football français).

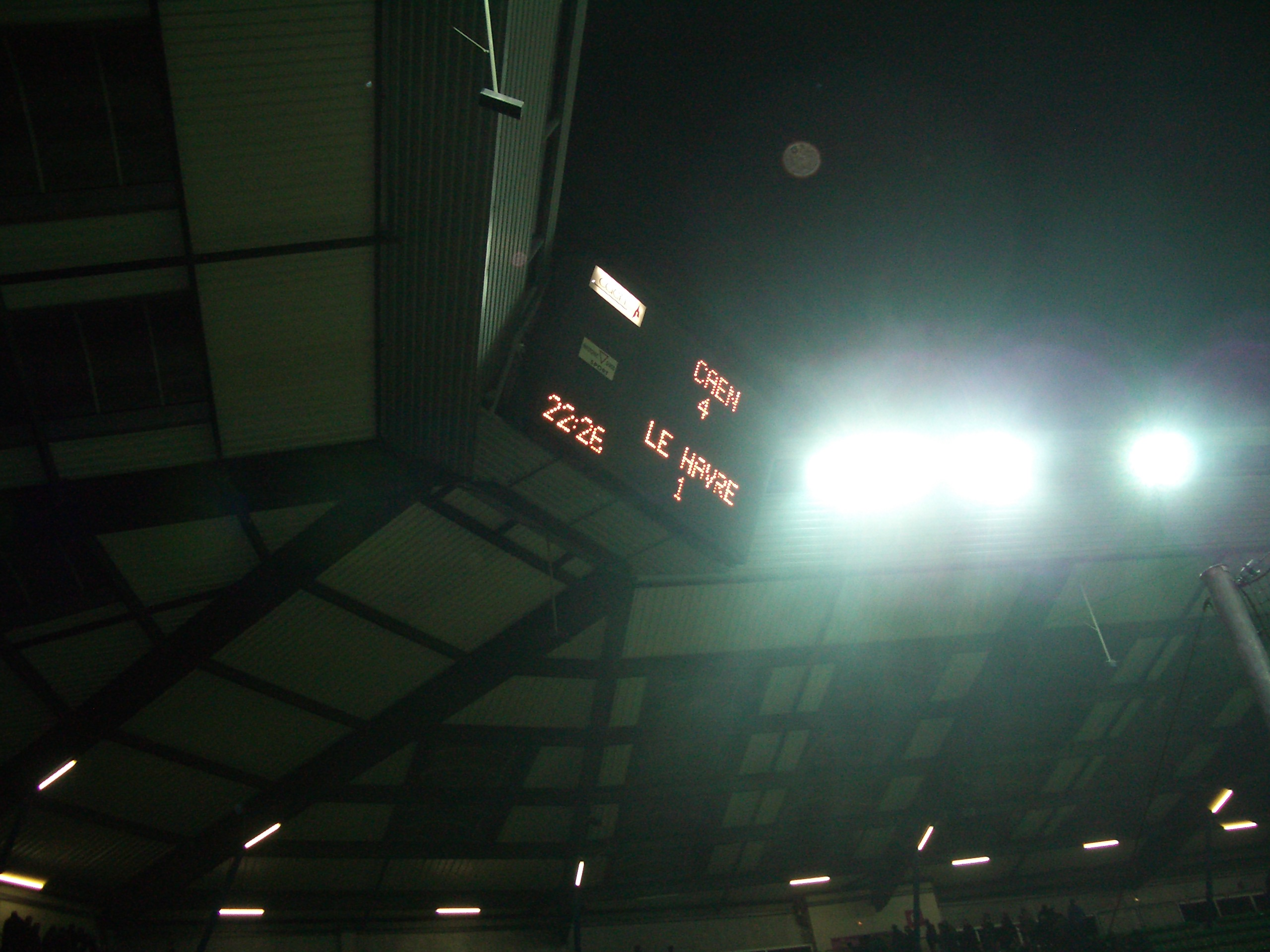
Victoire 4-1 de Caen face au HAC.

Alors que la montée paraît improbable, une réunion de crise a lieu début février entre les joueurs, qui se donnent pour objectif de remporter tous les derniers matchs. Les Caennais enchaînent une remarquable série de quatorze matchs sans défaite, dont un succès à Lorient et sept victoires de rang entre la 30e et la 36e journée. Le Havre AC est notamment balayé sur le score de 4-1, qui voit le premier doublé de la révélation Yoan Gouffran. À deux journées de la fin, Caen compte le même nombre de points que Lorient, troisième, mais une différence de buts défavorable (+22 contre +20).
Lors de l'avant-dernière journée, les Caennais s'inclinent malheureusement à Brest et ne profitent pas de la prévisible défaite lorientaise sur le terrain du leader Valenciennes. Comme la saison passée, le dernier match de la saison est décisif. Caen doit l'emporter largement face à l'US Créteil et espérer un faux pas des Bretons. Les Normands encaissent un but très rapidement mais, survoltés, marquent trois buts en un quart d'heure. À la mi-temps, les Lorientais sont tenus en échec et Caen est donc virtuellement en première division ! Mais le FC Lorient prend rapidement l'avantage en deuxième mi-temps, tandis que les Caennais ne parviennent pas à concrétiser ses nouvelles occasions.
Le Stade Malherbe doit finalement abandonner la 3e place, et la promotion en première division, à la différence de buts (+23 contre +21), malgré la meilleure attaque du championnat.

## Transferts

### Arrivées
| Nom               | Poste             | Nationalité sportive | Transfert         | Provenance       |
| ----------------- | ----------------- | -------------------- | ----------------- | ---------------- |
| Brahim Thiam      | défenseur         | Mali                 | Transfert (libre) | FC Istres        |
| Jean-Marc Branger | gardien           | France               | Transfert (libre) | FC Gueugnon      |
| Lilian Compan     | attaquant         | France               | Transfert (libre) | AS Saint-Étienne |
| Bruno Grougi      | milieu de terrain | France               | Retour de prêt    | AS Cherbourg     |
| Oumar Bakari      | milieu de terrain | France               | Transfert (libre) | Stade lavallois  |
| Grégory Leca      | milieu de terrain | France               | Transfert (libre) | FC Metz          |
| Mustapha Traoré   | défenseur         | France               | Transfert (libre) | USON Mondeville  |
| Nicolas Florentin | milieu de terrain | France               | Transfert (libre) | ES Troyes AC     |
| Stéphane Samson   | attaquant         | France               | Transfert (libre) | Clermont Foot    |

### Départs
| Nom                 | Poste             | Nationalité sportive | Transfert                                          | Destination                          |
| ------------------- | ----------------- | -------------------- | -------------------------------------------------- | ------------------------------------ |
| Salah Bakour        | milieu de terrain | France               | Transfert (libre)                                  | FC Istres                            |
| Frédéric Danjou     | défenseur         | France               | Transfert (libre)                                  | AC Ajaccio                           |
| Cyrille Watier      | attaquant         | France               | Transfert (libre)                                  | EA Guingamp                          |
| Steeve Elana        | gardien           | France               | Transfert (libre)                                  | Stade brestois                       |
| Mohammadou Idrissou | attaquant         | Cameroun             | Retour de prêt                                     | Hanovre 96 ( Allemagne)              |
| Sébastien Mazure    | attaquant         | France               | Transfert (2M€)                                    | AS Saint-Étienne                     |
| Grégory Dufer       | milieu de terrain | Belgique             | Transfert (600k€)                                  | FC Bruges ( Belgique)                |
| Steve Dugardein     | milieu de terrain | Belgique             | Transfert (libre)                                  | Royal Excelsior Mouscron ( Belgique) |
| Ibrahima Faye       | défenseur         | Sénégal              | Prêt (l'option d'achat est levée en fin de saison) | ES Troyes AC                         |
| Gaël Suares         | défenseur         | France               | Transfert (libre)                                  | SIAD Most ( République tchèque)      |
| Kor Sarr            | attaquant         | France               | Transfert (libre)                                  | AJS Ouistreham                       |
| Ljubisa Rankovic    | milieu de terrain | Serbie               | Transfert (libre)                                  | FC Sète                              |
| Zoran Jovičić       | attaquant         | Serbie               | Fin de contrat                                     |                                      |
| Franck Berrier      | milieu de terrain | France               | Transfert (libre)                                  | AS Beauvais                          |

## Effectif

### Joueurs utilisés
| Joueur         | Ligue 2 | Ligue 2 | CDL | CDL | CDF | CDF |
| Joueur         | M.      | B.      | M.  | B.  | M.  | B.  |
| -------------- | ------- | ------- | --- | --- | --- | --- |
| Vincent Plante | 36      | 0       | 2   | 0   | 0   | 0   |
| Benoît Costil  | 4       | 0       | 0   | 0   | 3   | 0   |

| Joueur          | Ligue 2 | Ligue 2 | CDL | CDL | CDF | CDF |
| Joueur          | M.      | B.      | M.  | B.  | M.  | B.  |
| --------------- | ------- | ------- | --- | --- | --- | --- |
| Nicolas Seube   | 37      | 1       | 3   | 0   | 1   | 0   |
| Jérémy Sorbon   | 34      | 2       | 3   | 0   | 1   | 0   |
| Cédric Hengbart | 32      | 1       | 3   | 1   | 1   | 0   |
| Brahim Thiam    | 26      | 1       | 3   | 0   | 2   | 0   |
| Grégory Leca    | 25      | 2       | 2   | 0   | 2   | 0   |
| Aziz Ben Askar  | 15      | 0       | 2   | 0   | 2   | 0   |
| Mustapha Traore | 3       | 0       | 1   | 0   | 0   | 0   |
| Ibrahima Faye   | 1       | 0       | 0   | 0   | 0   | 0   |
| Bienvenue Diop  | 0       | 0       | 0   | 0   | 1   | 0   |

| Joueur             | Ligue 2 | Ligue 2 | CDL | CDL | CDF | CDF |
| Joueur             | M.      | B.      | M.  | B.  | M.  | B.  |
| ------------------ | ------- | ------- | --- | --- | --- | --- |
| Yoan Gouffran      | 32      | 8       | 2   | 0   | 3   | 0   |
| Ronald Zubar       | 31      | 0       | 2   | 0   | 1   | 1   |
| Reynald Lemaitre   | 28      | 3       | 3   | 1   | 2   | 1   |
| Anthony Deroin     | 27      | 7       | 2   | 1   | 1   | 0   |
| Nicolas Florentin  | 27      | 4       | 3   | 0   | 1   | 1   |
| Yohann Eudeline    | 17      | 1       | 1   | 0   | 1   | 0   |
| Igor Matić         | 13      | 2       | 0   | 0   | 2   | 1   |
| Benoît Lesoimier   | 11      | 0       | 0   | 0   | 3   | 3   |
| Oumar Bakari       | 8       | 0       | 0   | 0   | 3   | 0   |
| Bruno Grougi       | 7       | 0       | 0   | 0   | 2   | 1   |
| Guillaume Quellier | 3       | 0       | 0   | 0   | 1   | 0   |
| Jimmy Hebert       | 2       | 0       | 0   | 0   | 1   | 0   |
| Samy Mawéné        | 1       | 0       | 0   | 0   | 1   | 0   |

| Joueur          | Ligue 2 | Ligue 2 | CDL | CDL | CDF | CDF |
| Joueur          | M.      | B.      | M.  | B.  | M.  | B.  |
| --------------- | ------- | ------- | --- | --- | --- | --- |
| Stéphane Samson | 29      | 11      | 3   | 2   | 2   | 2   |
| Lilian Compan   | 27      | 9       | 3   | 0   | 1   | 0   |
| Elliot Grandin  | 19      | 3       | 2   | 1   | 1   | 0   |
| Julien Valéro   | 17      | 0       | 1   | 0   | 2   | 1   |
| Julien Toudic   | 3       | 0       | 0   | 0   | 0   | 0   |

## Les rencontres de la saison

### Championnat de Ligue 2
| Date                       | Journée | Adversaire           | Lieu | Score | Buteurs SMC                   | Class. | Public |
| -------------------------- | ------- | -------------------- | ---- | ----- | ----------------------------- | ------ | ------ |
| Vendredi 29 juillet 2005   | J01     | US Créteil-Lusitanos | Ext. | 3 - 2 | Grandin, Samson               | 15e    |        |
| Vendredi 12 août 2005      | J03     | Stade de Reims       | Ext. | 2 - 0 |                               | 17e    |        |
| Mardi 16 août 2005         | J04     | Valenciennes FC      | Dom. | 0 - 2 |                               | 19e    | 11 045 |
| Vendredi 19 août 2005      | J05     | Stade lavallois      | Ext. | 1 - 0 |                               | 20e    |        |
| Vendredi 26 août 2005      | J06     | En Avant de Guingamp | Dom. | 0 - 0 |                               | 20e    | 10 901 |
| Vendredi 2 septembre 2005  | J02     | Amiens SC            | Dom. | 3 - 0 | Samson (2), Compan            | 19e    | 9 293  |
| Vendredi 9 septembre 2005  | J07     | FC Sète              | Ext. | 1 - 1 | Compan                        | 19e    |        |
| Lundi 19 septembre 2005    | J08     | CS Sedan-Ardennes    | Dom. | 1 - 1 | Gouffran                      | 18e    | 11 089 |
| Vendredi 30 septembre 2005 | J10     | FC Lorient           | Dom. | 1 - 0 | Compan                        | 16e    | 12 466 |
| Vendredi 7 octobre 2005    | J11     | Dijon FCO            | Ext. | 0 - 2 | Compan, Florentin             | 14e    |        |
| Vendredi 14 octobre 2005   | J12     | Grenoble Foot        | Dom. | 1 - 1 | Deroin (sp)                   | 14e    | 12 324 |
| Vendredi 18 octobre 2005   | J09     | FC Istres            | Ext. | 0 - 0 |                               | 12e    |        |
| Vendredi 21 octobre 2005   | J13     | Clermont Foot        | Ext. | 0 - 3 | Leca, Compan (2)              | 8e     |        |
| Vendredi 28 octobre 2005   | J14     | FC Gueugnon          | Ext. | 2 - 2 | Sorbon, Gouffran              | 9e     |        |
| Lundi 7 novembre 2005      | J15     | Montpellier HSC      | Dom. | 0 - 0 |                               | 8e     | 11 939 |
| Vendredi 11 novembre 2005  | J16     | Le Havre AC          | Ext. | 2 - 0 |                               | 10e    |        |
| Vendredi 25 novembre 2005  | J17     | SC Bastia            | Dom. | 4 - 1 | Samson (2), Deroin, Gouffran  | 8e     | 12 365 |
| Vendredi 2 décembre 2005   | J18     | LB Châteauroux       | Ext. | 1 - 1 | Matić                         | 8e     |        |
| Vendredi 16 décembre 2005  | J19     | Stade brestois       | Dom. | 3 - 1 | Samson (2), Florentin         | 6e     | 13 416 |
| Mardi 3 janvier 2006       | J20     | Amiens SC            | Ext. | 1 - 1 | Compan                        | 7e     |        |
| Mardi 10 janvier 2006      | J21     | Stade de Reims       | Dom. | 1 - 3 | Leca                          | 9e     | 11 153 |
| Dimanche 15 janvier 2006   | J22     | Valenciennes FC      | Ext. | 2 - 1 | Grandin                       | 12e    |        |
| Vendredi 20 janvier 2006   | J23     | Stade lavallois      | Dom. | 2 - 1 | Matić, Florentin              | 8e     | 11 322 |
| Vendredi 3 février 2006    | J24     | En Avant de Guingamp | Ext. | 0 - 0 |                               | 9e     |        |
| Vendredi 10 février 2006   | J25     | FC Sète              | Dom. | 1 - 0 | Grandin                       | 7e     | 10 574 |
| Vendredi 17 février 2006   | J26     | CS Sedan-Ardennes    | Ext. | 1 - 1 | Deroin                        | 8e     |        |
| Vendredi 24 février 2006   | J27     | FC Istres            | Dom. | 1 - 0 | Samson                        | 8e     | 11 345 |
| Lundi 6 mars 2006          | J28     | FC Lorient           | Ext. | 1 - 3 | Lemaître, Sorbon, Deroin      | 7e     |        |
| Vendredi 10 mars 2006      | J29     | Dijon FCO            | Dom. | 1 - 1 | Samson                        | 7e     | 13 723 |
| Vendredi 17 mars 2006      | J30     | Grenoble Foot        | Ext. | 0 - 2 | Eudeline, Pelé (csc)          | 6e     |        |
| Vendredi 24 mars 2006      | J31     | Clermont Foot        | Dom. | 2 - 1 | Gouffran, Lemaître            | 5e     | 11 608 |
| Vendredi 31 mars 2006      | J32     | FC Gueugnon          | Dom. | 1 - 0 | Hengbart                      | 5e     | 12 395 |
| Vendredi 7 avril 2006      | J33     | Montpellier HSC      | Ext. | 1 - 3 | Lemaître, Deroin, Compan (sp) | 5e     |        |
| Vendredi 14 avril 2006     | J34     | Le Havre AC          | Dom. | 4 - 1 | Gouffran (2), Thiam, Samson   | 4e     | 18 529 |
| Vendredi 21 avril 2006     | J35     | SC Bastia            | Ext. | 0 - 2 | Compan, Deroin                | 4e     |        |
| Vendredi 28 avril 2006     | J36     | LB Châteauroux       | Dom. | 2 - 1 | Deroin, Seube                 | 4e     | 18 597 |
| Vendredi 5 mai 2006        | J37     | Stade brestois       | Ext. | 2 - 1 | Samson                        | 4e     |        |
| Vendredi 12 mai 2006       | J38     | US Créteil-Lusitanos | Dom. | 3 - 1 | Gouffran (2), Florentin       | 4e     | 20 376 |

### Coupe de la Ligue
| Date                     | Tour  | Adversaire      | Lieu | Score | Buteurs SMC                                 | Public |
| ------------------------ | ----- | --------------- | ---- | ----- | ------------------------------------------- | ------ |
| Jeudi 22 septembre 2005  | 1er   | Valenciennes FC | Dom. | 5 - 0 | Samson, Hengbart, Lemaître, Deroin, Grandin | 7 351  |
| Mercredi 26 octobre 2005 | 1/16e | RC Strasbourg   | Dom. | 1 - 0 | Samson                                      | 10 445 |
| Mardi 20 décembre 2005   | 1/8e  | EA Guingamp     | Ext. | 2 - 0 |                                             |        |

### Coupe de France
| Date                    | Tour  | Adversaire       | Lieu | Score                             | Buteurs SMC                              | Public |
| ----------------------- | ----- | ---------------- | ---- | --------------------------------- | ---------------------------------------- | ------ |
| Samedi 19 novembre 2005 | 7e    | Tremblay (DHR)   | Ext. | 1 - 5                             | Florentin, Samson (2), Lesoimier, Valéro |        |
| Samedi 10 décembre 2005 | 8e    | Locminé (CFA2)   | Dom. | 2 - 0                             | Lesoimier, Matić                         | 2 319  |
| Samedi 7 janvier 2006   | 1/32e | Longuenesse (PH) | Ext. | 0 - 4 Caen éliminé sur tapis vert | Lesoimier, Lemaître, Grougi, Zubar       |        |